# 中山路站 (青岛市)
中山路站，位于中华人民共和国山东省青岛市市南区介于博山路与济宁路之间的胶州路地下，是青岛地铁1号线的地铁车站，2021年12月30日启用。

## 车站结构
地铁1号线经过此站时为东西方向伸展。

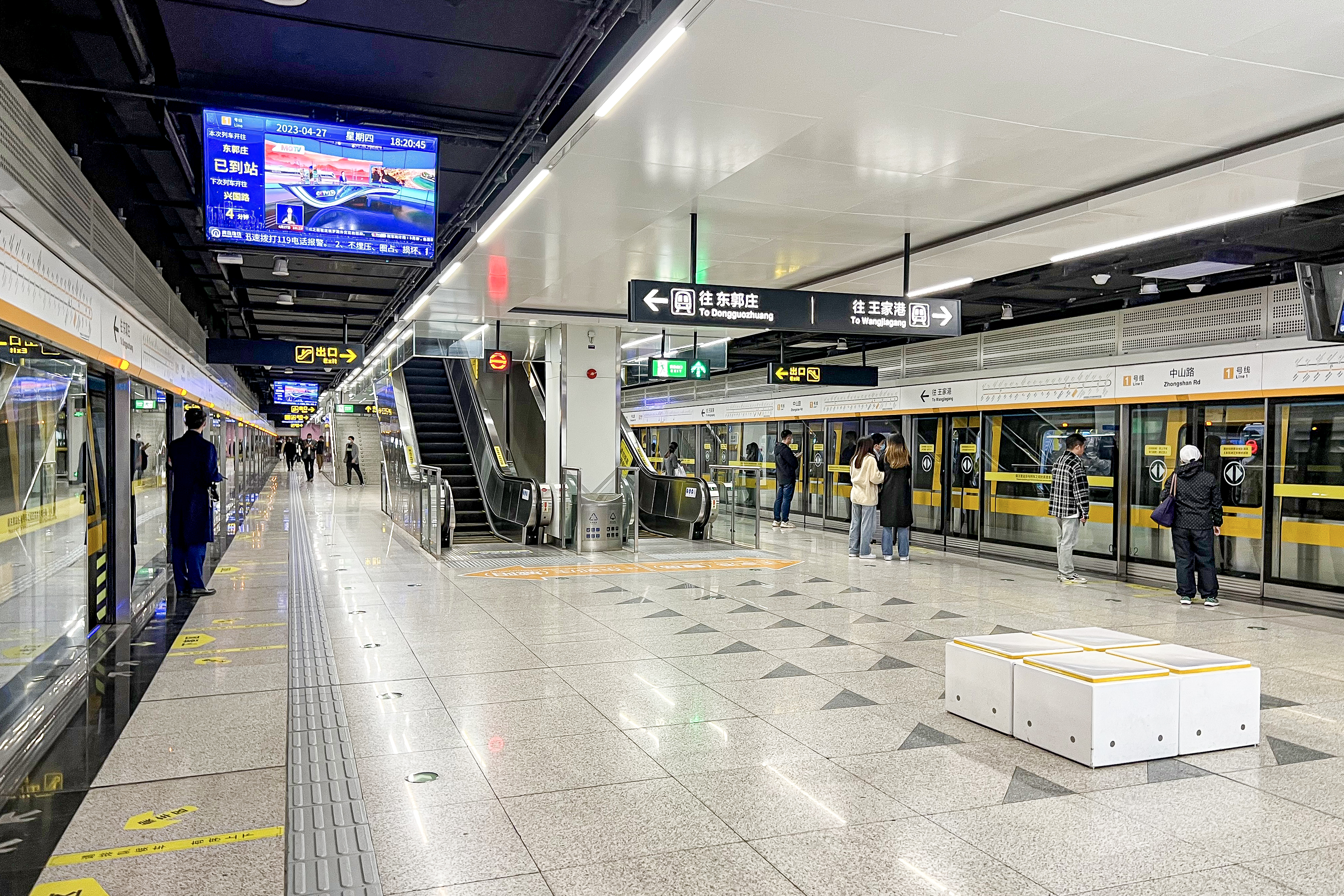
站台

车站采用地下两层岛式站台方案，拟设3个出入口、3组风亭，分别位于胶州路南北两侧。

## 车站周边
中山路站坐落于大鲍岛棋盘街中心，胶州路和博山路交叉口到胶州路和济宁路交叉口之间处，西侧为中山路商业街。

## 换乘
中山路站除自身轨道交通性质外，还可实现与市内公交车、出租车和轮渡的近距离换乘：
- 公交线路
  - 胶州路芝罘路：2路、2路夜班车、5路、228路、301路、308路、366路、隧道3路
  - 济宁路胶州路：228路